# جیووانی واستولا
جیووانی واستولا (ایتالیایی: Giovanni Vastola؛ ۲۰ آوریل ۱۹۳۸ – ۲۰ ژانویهٔ ۲۰۱۷) یک ورزشکار اهل ایتالیا بود.
از باشگاه‌هایی که در آن بازی کرده‌است می‌توان به اینتر میلان، بولونیا، ویچنزا، باشگاه فوتبال سورنتو کالچو و پیاچنزا اشاره کرد.